# Jun Ideguchi
Jun Ideguchi (井手口 純 Ideguchi Jun?, nacido el 14 de mayo de 1979 en Tokio) es un exfutbolista japonés. Jugaba de defensa y su último club fue el Tokushima Vortis de Japón.

## Trayectoria

### Clubes
| Club                | País  | Año         |
| ------------------- | ----- | ----------- |
| Yokohama F. Marinos | Japón | 1998 - 2002 |
| Consadole Sapporo   | Japón | 1999        |
| Shonan Bellmare     | Japón | 2001        |
| Sanfrecce Hiroshima | Japón | 2002        |
| Sagan Tosu          | Japón | 2003 - 2005 |
| Tokushima Vortis    | Japón | 2006        |